# Momir
Momir je moško osebno ime.

## Izvor imena
Ime Momir je različica moškega osebnega imena Mojmir.

## Pogostost imena
Po podatkih Statističnega urada Republike Slovenije je bilo na dan 31. decembra 2007 v Sloveniji število moških oseb z imenom Momir: 128.

## Osebni praznik
Osebe z imenom Momir lahko godujejo takrat kot osebe t imenom Mojmir.